# Draco volans
Espèce
Synonymes
- Draco praepos Linnaeus, 1758
- Draco major Laurenti, 1768
- Draco minor Laurenti, 1768
- Draco viridis Daudin, 1802
- Draco fuscus Daudin, 1802
- Draco viridis javanica Schlegel, 1844

Draco volans, le Lézard volant ou Dragon volant est une espèce de sauriens de la famille des Agamidae.

## Répartition
Cette espèce se rencontre en Indonésie, aux Philippines, en Malaisie, à Singapour, en Thaïlande et au Viêt Nam et au sud de la Chine.

## Habitat
Ce dragon volant vit entre 3 m et 10 m de haut dans les arbres des forêts tropicales humides.

## Description
Ce reptile est, avec les Draco sumatranus, Draco blanfordii et Draco indochinensis, un des quarante-et-un dragons "volants". Il mesure jusqu'à 22 cm de long. La peau de ses flancs, repliée contre son corps quand il ne vole pas, a des replis semi-circulaires qu'il déploie pour planer, "ailes" qu'il tend avec ses six paires de côtes prolongées. Il peut planer sur une distance de 30 m. Sa longue queue lui permet de s'équilibrer en vol et ses griffes acérées lui permettent de se poser sur un arbre et aussi de grimper le long des troncs.

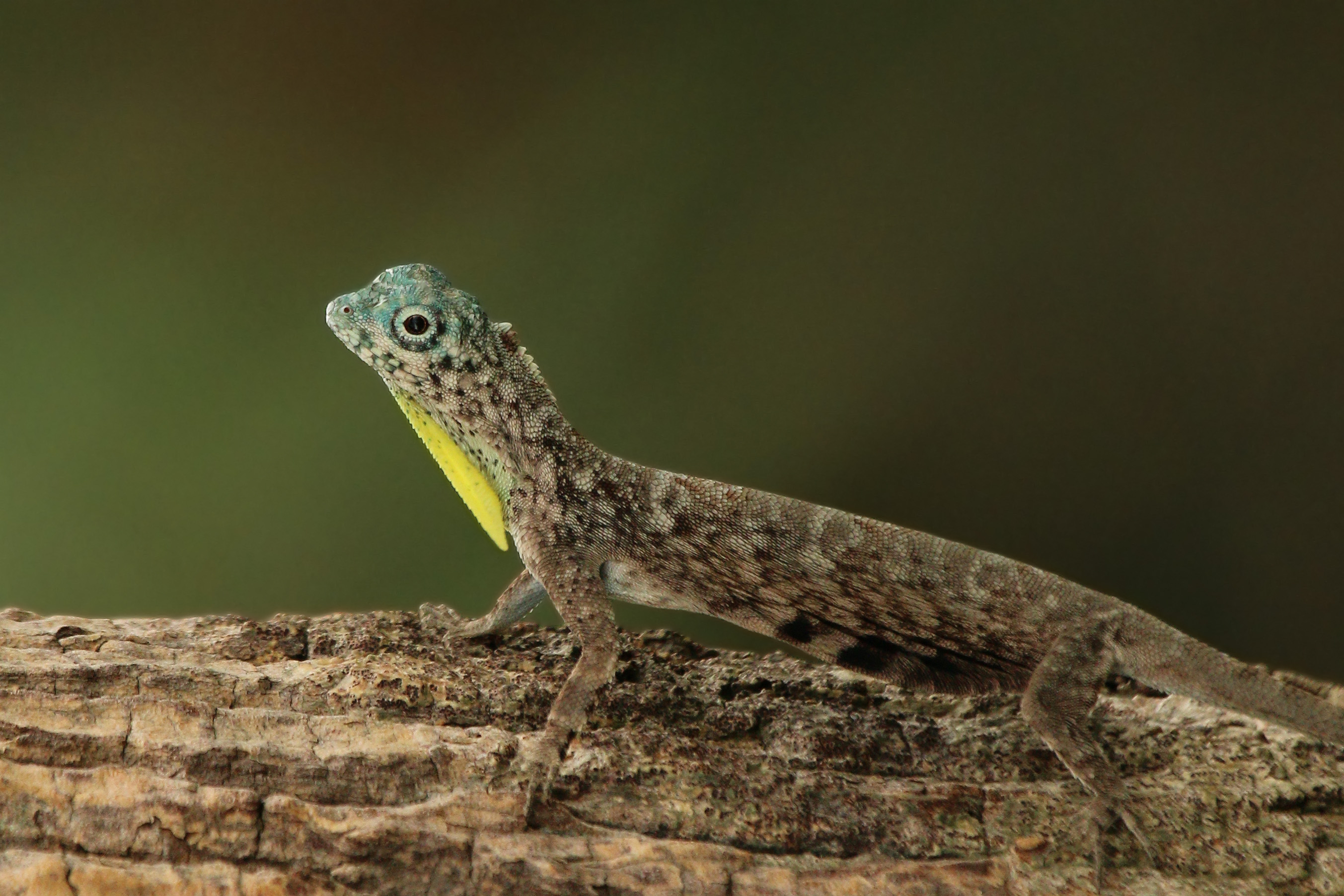
Mâle, Singapour

Le mâle a un repli de peau sous la gorge de couleur jaune ou orange ; la femelle a aussi un repli de peau sous la gorge mais il est plus petit et de couleur bleue.

## Alimentation
Le Draco volans mange des insectes, en particulier des fourmis dont il est friand. 

## Publication originale
- Linnaeus, 1758 : Systema naturae per regna tria naturae, secundum classes, ordines, genera, species, cum characteribus, differentiis, synonymis, locis, ed. 10 (texte intégral).